# Ferrovia Brescia-Cremona
La ferrovia Brescia-Cremona è una linea ferroviaria italiana di proprietà statale che collega la città di Brescia a quella di Cremona.
La gestione dell'infrastruttura e degli impianti ferroviari è affidata a RFI SpA, società del gruppo Ferrovie dello Stato, che qualifica la linea come complementare.
I tratti tra Brescia e San Zeno e tra Olmeneta a Cremona sono in comune rispettivamente alle linee Parma–Brescia e alla Treviglio–Cremona.

## Storia
| Tratta           | Inaugurazione    |
| ---------------- | ---------------- |
| Cremona–Olmeneta | 1º maggio 1863   |
| Brescia–Olmeneta | 15 dicembre 1866 |

### La costruzione e i primi anni d'esercizio
La Pavia-Cremona-Brescia fu costruita nel 1866 allo scopo di unire Brescia, provincia di confine col Veneto e il Trentino, a quel tempo possedimenti dell'Impero austriaco, alla rete ferroviaria piemontese. La concessione per la costruzione e l'esercizio della linea fu affidata alla Società Italiana per le strade ferrate meridionali dato che per motivi politici e giuridici la Camera dei deputati si era rifiutata di riconoscere la concessione alla Società per le Ferrovie dell'Alta Italia (SFAI), di proprietà dei Rothschild e gestore di gran parte delle linee ferroviarie del Nord Italia. La linea utilizzò il tronco ferroviario Cremona–Olmeneta della Treviglio – Cremona, già aperta al traffico il 1º maggio 1863 e gestita dalla SFAI.
La Brescia–Cremona fu aperta all'esercizio il 15 dicembre 1866. Definita come linea a esercizio economico, fu percorsa all'inizio da tre coppie di corse al giorno, tutte con trazione a vapore.
Nel 1868, la Meridionale cedette la conduzione della linea alla SFAI. Erano infatti sorte difficoltà a esercire una linea ferroviaria completamente isolata dal resto della rete sociale. Il prezzo di cessione fu determinato in sei milioni di franchi francesi, consentendo alla società a capitale Rothschild di assumere il monopolio della rete ferroviaria della pianura padana.
Il 1º luglio 1885, a seguito della convenzione con lo Stato italiano, la Meridionale riassunse la gestione della linea, in quanto concessionaria della Rete Adriatica.
Nel 1893, col completamento della ferrovia Parma–Brescia, il tratto Brescia–San Zeno divenne comune tra le due linee. Per far fronte all'incremento del traffico merci, la Meridionale decise di costruire uno scalo merci a piccola velocità nell'area a oriente della stazione di Brescia. Di conseguenza, tra il 1894 e il 1895, si spostò il tratto ferroviario in uscita della Brescia–San Zeno tra la stazione cittadina e la località Forca di Cane.

### Dopo il passaggio alle Ferrovie dello Stato
Dopo il 1905, l'esercizio della linea passò alle Ferrovie dello Stato (FS), come tutte le altre linee ferroviarie della Rete Adriatica. Negli anni dieci, la linea risultò servita da cinque coppie di treni locali e da una coppia di treni diretti che effettuavano fermata solo nella stazione di Verolanuova. Nel 1914 quest'ultima coppia fu soppressa.
Nel 1918, per esigenze belliche dovute alla prima guerra mondiale, si istituì il posto di blocco di Volta Bresciana e si costruì una bretella di collegamento tra questa località ferroviaria e la Milano–Venezia in direzione Rezzato: in questo modo si evitò il regresso dei convogli militari presso la stazione di Brescia. Nel 1920 la bretella fu soppressa, mantenendo in loco il triangolo per la giratura delle locomotive a vapore.
Negli anni trenta fu introdotta la trazione termica: le automotrici ALn 56 serie 1000 sostituirono progressivamente i treni trainati da locomotive dei gruppi 625, 875 e 880. In seguito furono impiegate, almeno fino agli anni sessanta, le ALn 556 serie 1200 e 1300.
Negli anni cinquanta e sessanta, sulla Brescia–Cremona e sulla Cremona–Fidenza circolò una coppia di corse Brescia–Salsomaggiore, che impiegò una tripla composizione di ALn 556. A partire dal 1962, sulle medesime due linee fu instradato il Freccia della Versilia, treno a lunga percorrenza diretto a Viareggio e a Pisa, inizialmente periodico estivo e dal 1971 esteso al resto dell'anno.
Il traffico passeggeri e merci negli anni sessanta convinse le FS a potenziare la linea all'interno di un piano che coinvolse le vicine Treviglio–Cremona e Cremona–Fidenza. Nel 1971, fu aperto il posto di blocco Km 5+420 lungo il tronco posto tra la stazione di Olmeneta e quella di Cremona in modo da aumentarne la capacità. Nel maggio 1974 si concluse l'impiego della trazione a vapore per il servizio passeggeri: il 25 partì da Cremona l'ultimo viaggiatori per Brescia, mentre il 27 partì l'ultimo in direzione contraria. I convogli di entrambe le corse furono trainati dalla locomotiva 625.164. Negli anni settanta furono introdotte per il servizio passeggeri le ALn 668 e le ALn 990. Nella prima metà degli anni ottanta si procedette all'elettrificazione della linea, secondo il sistema tradizionale FS a 3000 volt in corrente continua, alla sostituzione dell'armamento con rotaie UNI 60 sostenute da traversine in cemento, all'introduzione degli impianti di segnalamento di tipo luminoso e all'installazione degli apparati ACEI negli scali intermedi.

### L'epoca della trazione elettrica
La trazione elettrica fu attivata il 16 febbraio 1984 e inaugurata il 2 aprile. Per quanto riguarda il servizio passeggeri, le automotrici termiche furono sostituite dalle elettromotrici ALe 790/880, mentre i treni a materiale ordinario furono effettuati utilizzando E.424 ed E.636 trainanti carrozze Corbellini, Centoporte e Bz 20000. Per il trasporto di merci si proseguì l'utilizzo di locomotive diesel, dato che gli scali non erano stati elettrificati per motivi di sicurezza. Nel 1987, giunsero sulla linea le ALe 582 le quali presero in carico la maggior parte dei turni del servizio passeggeri.
Nel 1992 fu introdotto il controllo del traffico centralizzato (CTC) sulla tratta San Zeno–Cremona. Conseguentemente fu introdotto il Dirigente Centrale Operativo (DCO) presso la scalo cremonese e furono eliminati i dirigenti movimento degli scali intermedi, a eccezione di San Zeno-Folzano e Olmeneta.
Quattro anni dopo fu istituita la relazione Pendolino Bergamo–Roma Termini che fu instradata lungo la Brescia–Cremona. In seguito trasformata in Eurostar, la relazione fu soppressa il 13 dicembre 2009. Lo stesso giorno fu introdotto il DCO lungo la tratta Brescia–San Zeno.
Nell'estate 2022, Trenord introdusse i nuovi elettrotreni ETR 204 detti "Donizetti" che sostituirono completamente le ALe 582 il 14 novembre dello stesso anno.

## Caratteristiche

### Armamento e trazione
La linea è a binario semplice dotata di rotaie Vignoles UNI 60, poggianti su traversine in cemento armato. Su tutta la linea è presente il sistema di sicurezza SCMT ed è attrezzata con Blocco conta-assi.
La ferrovia è elettrificata a corrente continua da 3000 volt. È alimentata da tre sottostazioni elettriche: a Brescia, nei pressi di via Ziziola, a Manerbio e a Cremona, presso il chilometro 2+406 della Treviglio-Cremona.

### Sistema d'esercizio
L'esercizio della linea è affidato al Dirigente Centrale Operativo sedente a Milano Greco Pirelli.

## Percorso
| Unknown route-map component "CONTgq" | Unknown route-map component "STR+r" |  |

|  | Unknown route-map component "ABZg+l" | Unknown route-map component "CONTfq" |

| Station on track |

|  | Unknown route-map component "ABZgl+xl" | Unknown route-map component "CONTfq" |

| Unknown route-map component "eBST" |

| Unknown route-map component "SKRZ-Au" |

| Station on track |

|  | Unknown route-map component "ABZgl" | Unknown route-map component "CONTfq" |

| Unknown route-map component "SKRZ-Au" |

| Unknown route-map component "uexCONTgq" | Unknown route-map component "emKRZo" | Unknown route-map component "uexCONTfq" |

| Station on track |

| Unknown route-map component "hKRZWae" |

| Station on track |

| Station on track |

| Small bridge over water |

| Unknown route-map component "hKRZWae" |

| Station on track |

| Small bridge over water |

| Unknown route-map component "CONTgq" | Unknown route-map component "ABZg+r" |  |

| Station on track |

| 0+000  |
| 10+831 |

| Non-passenger station/depot on track |

|  | Unknown route-map component "ABZg+l" | Unknown route-map component "CONTfq" |

| Station on track |

| Unknown route-map component "CONTgq" | Unknown route-map component "ABZgr" |  |

| Unknown route-map component "exCONTgq" | Unknown route-map component "eABZgr" |  |

| Continuation forward |

## Traffico
Il servizio ferroviario regionale è espletato da Trenord sulla base di un contratto di servizio stipulato con la Regione Lombardia. È svolto da coppie di corse che collegano i due capolinea a frequenza oraria e cadenzamento simmetrico.
La società ferroviaria impiega i nuovi elettrotreni Donizetti.
Per quanto riguarda il traffico a lunga percorrenza, la linea è impiegata da una coppia di corse della relazione Freccia della Versilia nei giorni di sabato e festivi. Negli altri giorni, le tracce orario di questa corsa sono impiegate da una coppia Bergamo-Cremona.

### Esplicative
1. ↑  Parte della linea Treviglio-Cremona.

### Bibliografiche
1. ↑   RFI - Rete in esercizio (PDF), su rfi.it. URL consultato il 17 marzo 2012 (archiviato dall'url originale il 22 febbraio 2012).
2. 1 2   Sviluppo delle ferrovie italiane dal 1839 al 31 dicembre 1926, Roma, Ufficio Centrale di Statistica delle Ferrovie dello Stato, 1927. Vedi  Alessandro Tuzza, Trenidicarta.it, 1997-2007. URL consultato il 17 marzo 2012.
3. ↑  Vedi Legge 21 agosto 1862, 763.
4. ↑  Zaninelli (1995), pp. 131-132.
5. ↑  Dal Negro (1978), p. 48.
6. 1 2 3  Bicchierai (1998), p. 6.
7. ↑  Zaninelli (1995), p. 140.
8. ↑  Gnaga (1905), p. 167 Cfr. anche Bicchierai (1998), p. 6 che annota il 1889 come anno di apertura del nuovo tracciato.
9. ↑  Bicchierai (1998), pp. 6-7.
10. ↑  Bicchierai (1998), pp. 7-8.
11. 1 2  Bicchierai (1998), pp. 7-9.
12. ↑  Pedrazzini (2007), pp. 116-117.
13. ↑  "Notizia flash", in "I Treni" n. 38 (aprile 1984), p. 4.
14. ↑  Bicchierai (1998), pp. 8-9.
15. ↑  Bicchierai (1998), p. 10.
16. ↑  Bicchierai (1998), pp. 10-11.
17. ↑  Bicchierai (1998), p. 11.
18. ↑   Alessandra Mangiarotti, L’ira dei pendolari dopo l’Alta Velocità, in Corriere della Sera, 16 dicembre 2009. URL consultato il 17 marzo 2012.
19. ↑  RFI SpA. Circolare Compartimentale MI 44/2009.
20. ↑   Marco Tedoldi, Con i «Donizetti» si cambia musica verso Bergamo e Cremona, in Giornale di Brescia, 11 giugno 2022,  p. 19.
21. ↑   Massimiliano Bruner (a cura di), Trenord, altri 3 nuovi treni sulle linee del cremonese, del mantovano e del bresciano, in Ingegneria Ferroviaria, vol. 77, n. 12, dicembre 2022,  p. 993.
22. ↑  RFI. Fascicolo Linea 30. pp. 52-54 e pp. 57-58.